# Ratzwiller
Ratzwiller é uma comuna francesa na região administrativa de Grande Leste, no departamento Baixo Reno. Estende-se por uma área de 8,69 km². Em 2010 a comuna tinha 252 habitantes (densidade: 29 hab./km²).